# Blog 27
Blog 27 är en polsk popgrupp bestående av Tola Szlagowska, fyra musiker och två dansare. Gruppen vann "Best Polish act" vid MTV Europe Music Awards år 2006.

## Diskografi
| År   | Titel           | Information                                                     |
| ---- | --------------- | --------------------------------------------------------------- |
| 2005 | <LOL>           | - 1:a albumet - Försäljning: 250 000+ - Certifikat: 2 x platina |
| 2008 | Before I'll die | - 2:a albumet - Försäljning: 25.000+ - Certifikat: Guld         |

### Singlar
- Uh La La La (2005)
- Hey Boy (Get Your Ass Up) (2005)
- Wid Out Ya (2006)
- I Still Don't Know Ya (2006, endast släppt i Polen)
- Who I Am (2006)
- Cute (I'm not Cute) (2008)
- F*ck U! (2008)

### DVD:er
- LOL DVD (2006)